# Hirono (Iwate)
Hirono (洋野町?) è una cittadina giapponese della prefettura di Iwate.